# Factor (Arecibo)
Factor es un barrio ubicado en el municipio de Arecibo en el estado libre asociado de Puerto Rico. En el Censo de 2010 tenía una población de 8001 habitantes y una densidad poblacional de 511,03 personas por km².

## Geografía
Factor se encuentra ubicado en las coordenadas 18°27′29″N 66°38′2″O / 18.45806, -66.63389. Según la Oficina del Censo de los Estados Unidos, Factor tiene una superficie total de 15.66 km², de la cual 15.6 km² corresponden a tierra firme y (0.33%) 0.05 km² es agua.

## Demografía
Según el censo de 2010, había 8001 personas residiendo en Factor. La densidad de población era de 511,03 hab./km². De los 8001 habitantes, Factor estaba compuesto por el 80.33% blancos, el 8.04% eran afroamericanos, el 0.32% eran amerindios, el 0.14% eran asiáticos, el 0.02% eran isleños del Pacífico, el 7.17% eran de otras razas y el 3.97% pertenecían a dos o más razas. Del total de la población el 99.18% eran hispanos o latinos de cualquier raza.